# Seznam filozofov
Ta seznam vsebuje najpomembnejše filozofe. V seznamu filozofov so upoštevani tudi znanstveniki, literati, teologi, neevropski filozofi, skratka vsi, ki so prispevali odgovore na filozofska vprašanja. 

## A
- Abelard, Peter,  (Francija, 1079 - 1142)
- Adorno, Theodor Wiesengrund,  (Nemčija, 1903 - 1961)
- Agnesi, Maria Gaetana,  (Italija, 1718 - 1799)
- al-Farabi, Abi Nasr,  (Abasidski kalifat, danes Uzbekistan, 870 - 950)
- al-Gazali, Abu Hamid [lat.: Algazel],  (Abasidski kalifat, danes Iran, 1058 - 1111)
- al-Kindi,  (Abasidski kalifat, danes Irak, 801 - 873)
- Aleksander iz Neckama, (Anglija, 1157 - 1217)
- Albert Veliki,  (Nemčija, 1200 - 1280)
- d'Alembert, Jean le Rond,  (Francija, 1717 - 1783)
- Alighieri, Dante,  (Italija, 1265 - 1321)
- Althusser, Louis,  (Francija, 1918 - 1990)
- Anaksagora,  (Antična Grčija, 500 pr. n. št. - 428 pr. n. št.)
- Anaksimander,  (Jonija, Antična Grčija, 610 pr. n. št. - 546 pr. n. št.)
- Anaksimen,  (Jonija, Antična Grčija, 585 pr. n. št. - 525 pr. n. št.)
- Anzelm Canterburyjski,  (Anglija, 1033 - 1109)
- Arhit,  (Antična Grčija, 428 pr. n. št. - 347 pr. n. št.)
- Arendt, Hannah,  (Nemčija, 1906 - 1975)
- Aristip Starejši,  (Antična Grčija, 435 pr. n. št. - 355 pr. n. št.)
- Aristotel,  (Antična Grčija, 384 pr. n. št. - 322 pr. n. št.)
- Arkesilaj,  (Helenistična Grčija, 316 pr. n. št. - 240 pr. n. št.)
- David M(alet) Armstrong (Avstralija, 1926 - 2014)
- Akšapada Gotama [Aksapada Gautama],  (Indija, 2. stol. pr. n. št.)
- Aurobindo,  (Indija, 1872 - 1950)
- Austin, John L.,  (Anglija, 1911 - 1960)
- Avguštin,  (Rimsko cesarstvo, 354 - 430)
- Ayer, Alfred Jules,  (Anglija, 1910 - 1989)

## B
- Bachelard, Gaston, (Francija, 1884 - 1962)
- Bacon, Francis, (Anglija, 1561 - 1626)
- Bacon, Roger, (Anglija, 1214 - 1294)
- Badiou, Alain, (Francija, 1937 - )
- Bahtin, Mihail Mihajlovič, (Rusija, Sovjetska zveza, 1895 - 1975)
- Bakunin, Mihail Aleksandrovič, (Rusija, 1814 - 1976)
- Barth, Karl, (Švica, 1886 - 1968)
- Barthes, Roland, (Francija, 1915 - 1980)
- Bataille, Georges, (Francija, 1897 - 1962)
- Baudrillard, Jean, (Francija, 1929 - 2007)
- Baumgarten, Alexander Gottlieb, (Nemčija, 1714 - 1762)
- de Beauvoir, Simone, (Francija, 1908 - 1986)
- Benjamin, Walter, (Nemčija, 1892 - 1940)
- Bentham, Jeremy, (Anglija, 1748 - 1832)
- Berdjajev, Nikolaj Aleksandrovič, (Rusija, Francija, 1874 - 1948)
- Bergson, Henri-Louis, (Francija, 1859 - 1941)
- Berkeley, George, (Irska, 1685 - 1753)
- Berlin, Isaiah, (Latvija, VB, 1909 - 1997)
- Bianchini, Francesco, (1662 - 1729)
- Bierens de Haan, Johannes Diderik, (Nizozemska, 1866 – 1943)
- Blanchot, Maurice, (Francija, 1907 - 2003)
- Bloch, Ernst, (Nemčija, 1885 - 1977)
- Boetij, (Rimsko cesarstvo, Gotsko kraljestvo, 480 - 525)
- Boltzmann, Ludwig Edward, (Avstrija, 1844 - 1906)
- Bolzano, Bernard, (Češka, 1781 - 1848)
- Bonaventura, (Italija, 1221 - 1274)
- Bonhoeffer, Dietrich, (Nemčija, 1906 - 1945)
- Boole, George, (Anglija, 1815 - 1864)
- Bourdieu, Pierre, (Francija, 1930 - 2002)
- Boyle, Robert, (Anglija, 1627 - 1691)
- Bradley, Francis Herbert, (Anglija, 1846 - 1924)
- Brentano, Franz Clemens, (Avstrija, 1838 - 1917)
- Bruno, Giordano, (Italija, 1548 - 1600)
- Buber, Martin, (Avstrija, Izrael, 1878 - 1965)
- Buda, (Indija, 6. ali 5. stol. pr. n. št.)
- Bulgakov, Sergej Nikolajevič, (Rusija, 1871 - 1944)
- Bultmann, Rudolf, (Nemčija, 1884 - 1976)
- Burdian, Jean, (Francija, 1300 - 1358)
- Butler, Judith, (ZDA, 1956 - )

## C
- Calvin, Jean,  (Francija, Švica, 1509 - 1564)
- Campanella, Tommaso,  (Italija, 1568 - 1639)
- Campbell, Joseph John,  (ZDA, 1904 - 1987)
- Camus, Albert,  (Francija, 1913 - 1960)
- Canguilhem, Georges,  (Francija, 1904 - 1995)
- Cantor, Georg Ferdinand,  (Nemčija, 1845 - 1918)
- Cardano, Gerolamo,  (Italija, 1501 - 1576)
- Carnap, Rudolf,  (Nemčija, ZDA, 1891 - 1970)
- Cassirer, Ernst,  (Nemčija, 1874 - 1945)
- Chisholm, Roderick Milton,  (ZDA, 1916 - 1999)
- Chomsky, Noam,  (ZDA, 1928)
- Cicero,  (Rimska republika, 106 pr. n. št. - 43 pr. n. št.)
- Comte, Auguste,  (Francija, 1798 - 1857)
- Croce, Benedetto,  (Italija, 1866 - 1952)

## Č
- Čeng Hao (Kitajska, 1032–1085)
- Čeng Ji (Kitajska, 1033–1107)
- Džuang Džov (Kitajska, 369–286)
- Džu Ši (Kitajska, 1130–1200)

## D
- Darwin, Charles,  (Anglija, 1809 - 1882)
- Davidson, Donald ,  (ZDA, 1928 - 2003)
- De Morgan, Augustus,  (Škotska, 1806 - 1871)
- Dedekind, Julius Wilhelm Richard,  (Nemčija, 1831 - 1916)
- Del Monte, Guidobaldo (Italija, 1545 - 1607)
- Delboeuf, Joseph Remy Leopold,  (Belgija, 1831 - 1896)
- Deleuze, Gilles,  (Francija, 1925 - 1995)
- Demokrit,  (Antična Grčija, 470 pr. n. št. - 360 pr. n. št.)
- Derrida, Jacques,  (Francija, 1930 - 2004)
- Descartes, René,  (Francija, 1596 - 1650)
- Dewey, John,  (ZDA, 1859 - 1952)
- Dharmakirti,  (Indija, 7. stol.)
- Dicearh [Dikaíarhos],  (Helenistična Grčija, 350 pr. n. št. - 285 pr. n. št.)
- Diderot, Denis,  (Francija, 1713 - 1784)
- Dignaga,  (Indija, 480 - 540)
- Dilthey, Wilhelm,  (Nemčija, 1833 - 1911)
- Diogen Laert, (Rimska Grčija, Rimsko cesarstvo, 300 - 350)
- Diogen iz Sinope, (Antična Grčija, 412 pr. n. št. - 323 pr. n. št.)
- Dionizij Areopagit [tudi Psevdo-Dionizij], (najverjetneje Sirija, Bizantinsko cesarstvo, deloval okoli leta 500)
- Dogen Zendži,  (Japonska, 1200 - 1253)
- Dostojevski, Fjodor Mihajlovič, (Rusija, 1821 - 1881)
- Duns Škot [John Duns Scotus], (Škotska, 1266 - 1308)
- Durkheim, Émile, (Francija, 1858 - 1917)
- Dworkin, Ronald, (ZDA, 1931 - 2013)
- Dže Congkapa [v tib.: Tsong kha pa blo bzang grags pa], (Tibet, 1357 - 1419)

## E
- Eco, Umberto,  (Italija, 1932 - 2016)
- Einstein, Albert,  (Nemčija, 1879 - 1955)
- Ekfant,  (Antična Grčija, 400 pr. n. št. - 335 pr. n. št.)
- Eliade, Mircea,  (Romunija, 1907 - 1986)
- Emerson, Ralph Waldo,  (ZDA, 1803 - 1882)
- Empedoklej,  (Antična Grčija, 495 pr. n. št. - 435 pr. n. št.)
- Engels, Friedrich,  (Nemčija, 1820 - 1895)
- Epiktet ,  (Rimska Grčija, Rimsko cesarstvo, 50 - 120)
- Epikur,  (Helenistična Grčija, 341 pr. n. št. - 270 pr. n. št.)
- Erazem Rotterdamski,  (Nizozemska, 1466 - 1536)
- Eriugena,  (Irska, 800 - 877)
- Evagrij Pontski [Evagrius Ponticus],  (Rimsko cesarstvo, 345 - 399)
- Evdem,  (Helenistična Grčija, 344 pr. n. št. - 260 pr. n. št.)
- Evdoks,  (Antična Grčija, 410 pr. n. št. - 347 pr. n. št.)

## F
- Fazang,  (Kitajska, 643 - 712)
- Fanon, Frantz,  (Francoski Antili, 1925 - 1961)
- Ferekid,  (Antična Grčija, 6. stol. pr. n. št.)
- Feuerbach, Ludwig,  (Nemčija, 1804 - 1872)
- Feyerabend, Paul Karl,  (Avstrija, 1924 - 1994)
- Fichte, Johann Gottlieb,  (Nemčija, 1762 - 1814)
- Ficino, Marsiglio ,  (Italija, 1433 - 1499)
- Filolaj [Filólaos],  (Antična Grčija, 480 pr. n. št. - 405 pr. n. št.)
- Filon Aleksandrijski,  (Aleksandrija, Rimsko cesarstvo, 50 - 120)
- Filipon, Janez,  (Aleksandrija, Bizantinsko cesarstvo,  550 - 650)
- Florenski, Pavel Aleksandrovič,  (Rusija, Sovjetska zveza, 1882 - 1937)
- Foucault, Michel,  (Francija, 1926 - 1984)
- Frank, Philipp, (Avstrija, ZDA, 1884 - 1966)
- Frege, Gottlob, (Nemčija, 1848 - 1925)
- Freud, Sigmund,  (Avstrija, 1856 - 1939)
- Fromm, Erich,  (Nemčija, 1900 - 1980)

## G
- Gadamer, Hans-Georg,  (Nemčija, 1900–2002)
- Galilei, Galileo,  (Italija, 1564–1642)
- Gangeša Upadhjaja [Gangesha Upadhyaya],  (Indija, 13. ali 14. stol.)
- Gassendi, Pierre,  (Francija, 1592–1655)
- Gilbert, William,  (Anglija, 1544–1603)
- Gödel, Kurt,  (Avstrija, ZDA, 1906–1978)
- Goethe, Johann Wolfgang von,  (Nemčija, 1749–1832)
- Goodstein, Reuben Louis (Anglija, 1912–1985)
- Gorgija,  (Antična Grčija, 5. stol. pr. n. št.)
- Gramsci, Antonio,  (Italija, 1891–1937)
- Gregor iz Nise,  (Rimsko cesarstvo, 331–394)
- Grotius, Hugo,  (Nizozemska, 1583–1645)

## H
- Habermas, Jürgen,  (Nemčija, 1929)
- Haeckel, Ernst,  (Nemčija, 1834–1919)
- Han Fej,  (Kitajska, 280 pr. n. št. – 233 pr. n. št.)
- Hajam, Omar,  (Abasidski kalifat, danes Iran, 1048–1131)
- Hanslick, Eduard,  (Avstrija, 1825–1904)
- Hartley, David,  (Anglija, 1705–1757)
- Hegel, Georg ,  (Nemčija, 1770–1831)
- Heidegger, Martin,  (Nemčija, 1889–1976)
- Heisenberg, Werner,  (Nemčija, 1901–1976)
- Helmholtz, Hermann von,  (Nemčija, 1821–1894)
- Heraklit Pontski,  (Antična Grčija, 4. stol. pr. n. št.)
- Heraklit Mračni,  (Antična Grčija, 540 pr. n. št. – 480 pr. n. št.)
- Herder, Johann Gottfried,  (Nemčija, 1744–1803)
- Hiket,  (Antična Grčija, 400 pr. n. št. – 335 pr. n. št.)
- Hilbert, David,  (Nemčija, 1862–1943)
- Hildegarda iz Bingna,  (Nemčija, 1098–1179)
- Hipatija,  (Aleksandrija, Rimsko cesarstvo, 370–415)
- Hobbes, Thomas,  (Anglija, 1588–1679)
- Hölderlin, Friedrich,  (Nemčija, 1770–1843)
- Horkheimer, Max,  (Nemčija, 1895–1973)
- Hribar, Tine,  (Slovenija, 1941–)
- Hrizip,  (Helenistična Grčija, 281 pr. n. št. – 205 pr. n. št.)
- Šun Kuang,  (Kitajska, 3. stol. pr. n. št.)
- Hume, David,  (Škotska, 1711–1776)
- Husserl, Edmund,  (Češka, 1859–1938)
- Huxley, Thomas Henry,  (Anglija, 1825–1860)

## I
- ibn Arabi,  (muslimanska Španija, imperij Ajubidov, danes Sirija, 1164 - 1240)
- ibn Badža [lat.: Avempace],  (muslimanska Španija, 1095 - 1138)
- ibn Haldun,  (Tunizija, 1332 - 1406)
- ibn Rušd [lat.: Averroes],  (muslimanska Španija, 1126 - 1198)
- ibn Sina [lat.: Avicenna],  (Abasidski kalifat, danes Uzbekistan, 980 - 1037)
- ibn Tufajl [lat.: Abubacer],  (muslimanska Španija, 1105 - 1185)
- Ingarden, Roman,  (Poljska, 1893 - 1970)
- Iqbal, Muhammad,  (Indija, 1877 - 1938)

## J
- James, William,  (ZDA, 1842 - 1910)
- Jaspers, Karl,  (Nemčija, 1883 - 1969)
- Jefferson, Thomas,  (ZDA, 1743 - 1826)
- Jung, Carl Gustav,  (Švica, 1875 - 1961)

## K
- Kant, Immanuel,  (Prusija, Nemčija, danes Kaliningrad, 1724 - 1804)
- Karnead,  (Helenistična Grčija, 213 pr. n. št. - 129 pr. n. št.)
- Kautilja [Kautilya],  (Indija, 4. stol. pr.n.št)
- Kepler, Johannes,  (Nemčija, 1571 - 1603)
- Kierkegaard, Soren,  (Švica, 1813 - 1855)
- Kleant,  (Helenistična Grčija, 331 pr. n. št. - 232 pr. n. št.)
- Kojeve, Alexandre,  (Rusija, Francija, 1902 - 1986)
- Konfucij [Kong Fuzi],  (Kitajska, 551 pr. n. št. - 479 pr. n. št.)
- Kopernik, Nikolaj, (Poljska, 1473 - 1543)
- Koyré, Alexandre, (Rusija, Francija, 1892 - 1964)
- Kripke, Saul, (ZDA, 1940)
- Kristeva, Julija, (Bolgarija, 1940)
- Kropotkin, Peter Aleksejevič,  (Rusija, 1842 - 1921)
- Ksenofan,  (Antična Grčija, 570 pr. n. št. - 473 pr. n. št.)
- Ksenofon,  (Antična Grčija, 427 pr. n. št. - 350 pr. n. št.)
- Ksenokrat,  (Helenistična Grčija, 396 pr. n. št. - 314 pr. n. št.)
- Kuhn, Thomas,  (ZDA, 1922 - 1996)
- Küng, Hans,  (Nemčija, 1928 - )

## L
- La Mettrie,  (Francija, 1709 - 1751)
- Lacan, Jacques,  (Francija, 1901 - 1981)
- Lakatos, Imre,  (Madžarska, 1922 - 1974)
- Laozi,  (Kitajska, 6. ali 4. stol. pr. n. št.)
- Leibniz, Gottfried Wilhelm,  (Nemčija, 1646 - 1716)
- Lenin,  (Rusija, 1870 - 1924)
- Levinas, Emmanuel,  (Litva, 1906 - 1995)
- Lévi-Straus, Claude,  (Francija, 1908 -)
- Levkip,  (Antična Grčija, 490 pr. n. št. - 420 pr. n. št.)
- Lewis, C.I.,  (ZDA, 1883 - 1964)
- Linnaeus, Carl,  (Švedska,  1707 - 1778)
- Lindži Jišuan [Linji Yixuan, jap.: Rinzai Gigen], (Kitajska, 810–866)
- Liu An, (Kitajska, 179 pr. n. št. - 122 pr. n. št.)
- Locke, John,  (Anglija, 1632 - 1704)
- Lotze, Rudolf Hermann,  (Nemčija, 1817 - 1881)
- Łukasiewicz, Jan ,  (Poljska, 1906 - 1995)
- Lukrecij,  (Rimska republika, 95 pr. n. št. - 55 pr. n. št.)
- Luther, Martin,  (Nemčija, 1483 - 1546)
- Luxemburg, Rosa,  (Nemčija, 1871 - 1919)
- Lyotard, Jean-François,  (Francija, 1924 - 1998)

## M
- Mach, Ernst,  (Avstrija, 1838 - 1916)
- Machiavelli, Niccolo,  (Italija, 1838 - 1916)
- MacIntyre, Alasdair,  (Škotska, 1929)
- Madhavačarja,  (Indija, 14. stol.)
- Mahavira,  (Indija, 6. ali  5. stol. pr. n. št.)
- Majmonid, Mojzes,  (muslimanska Španija, 1186 - 1237)
- Malebranche, Nicolas,  (Francija, 1638 - 1715)
- Mao Cetung,  (Kitajska, 1893 - 1976)
- Marcuse, Herbert,  (Nemčija, 1898 - 1979)
- Maritain, Jacques,  (Francija, 1882 - 1973)
- Mark Avrelij,  (Rimsko cesarstvo, 121 - 180)
- Marx, Karl,  (Nemčija, 1818 - 1983)
- Maxwell, James Clerk,  (Škotska, 1831 - 1879)
- Meinong, Alexius,  (Avstrija, 1853 - 1920)
- Melanchthon, Philipp,  (Nemčija, 1497 - 1560)
- Mencij [Meng Zi; lat.: Mencius],  (Kitajska, 371 pr. n. št. - 289 pr. n. št.)
- Mendelssohn, Moses,  (Nemčija, 1729 - 1786)
- Mersenne, Marin,  (Francija, 1588 - 1648)
- Mill, John Stuart,  (Anglija, 1806 - 1873)
- Mojster Eckhart,  (Nemčija, 1260 - 1328)
- Montaigne, Michel Eyquem de,  (Francija, 1689 - 1755)
- Moore, George Edward,  (Anglija, 1873 - 1958)
- More, Thomas,  (Anglija, 1478 - 1535)
- Mozi [lat.: Micius],  (Kitajska, 480 pr. n. št. - 381 pr. n. št.)

## N
- Næss, Arne,  (Norveška, 1912–2009)
- Nagardžuna,  (Indija, 150–200)
- Neumann, John von,  (Madžarska, 1903–1957)
- Neurath, Otto,  (Avstrija, 1882–1945)
- Newton, Isaac,  (Anglija, 1642–1727)
- Nietzsche, Friedrich,  (Nemčija, 1844–1900)
- Nikolaj Kuzanski,  (Nemčija, 1401–1464)
- Nikomah,  (Rimsko cesarstvo, sedaj Jordanija, 60–120)
- Nišida Kitaro,  (Japonska, 1870 - 1945)
- Nozick, Robert,  (ZDA, 1938–2002)

## O
- Oresme, Nicole, (Francija, 1323 - 1382)
- Ortega y Gasset, José, (Španija, 1883-1955)
- Otto, Rudolf,  (Nemčija, 1869 - 1937)

## P
- Panetij,  (Grčija, 180 pr. n. št. - 110 pr. n. št.)
- Paracelzij,  (Švica, 1493-1541)
- Parmenid,  (Antična Grčija, 5. stol. pr. n. št.)
- Pascal, Blaise ,  (Francija, 1623 - 1662)
- Peirce, Charles Sanders,  (ZDA, 1839 - 1914)
- Penrose, Roger,  (Anglija, 1931 - )
- Piaget, Jean,  (Švica, 1896 - 1980)
- Pico della Mirandola, Pico,  (Italija, 1463 - 1494)
- Piron, (Helenistična Grčija, 365 pr. n. št. - 275 pr. n. št.)
- Pitagora,  (Antična Grčija, 582 pr. n. št. - 496 pr. n. št.)
- Pizan, Christine de,  (Francija, 1363 – 1434)
- Planck, Max,  (Nemčija, 1858 - 1947)
- Platon,  (Antična Grčija, 427 pr. n. št. - 347 pr. n. št.)
- Plotin,  (Rimska Grčija, Rimsko cesarstvo, 205 - 270)
- Plutarh,  (Rimska Grčija, Rimsko cesarstvo, 45 - 120)
- Poincaré, Henri,  (Francija, 1854 - 1912)
- Popper, Karl Raimund,  (Avstrija, 1902 - 1994)
- Porfirij Tirski,  (Fenecija, Rimsko cesarstvo, današnji Libanon, 233 - 309)
- Posidonij,  (Rodos, Helenistična Grčija, 135 pr. n. št. - 51 pr. n. št.)
- Prior, Arthur Norman,  (Nova Zelandija, 1914-1969)
- Prokl, (Atene, Bizantinsko cesarstvo, 411 - 485)
- Protagora, (Antična Grčija, 490 pr. n. št. - 420 pr. n. št.)
- Ptolemaj, (Aleksandrija, Rimsko cesarstvo, 85 - 170)
- Putnam, Hilary,  (ZDA, 1926 - 2016)

## Q
- Quine, Willard Van Orman,  (ZDA, 1908 - 2000)

## R
- Radhakrišnan, Sarvepali,  (Indija, 1888 – 1975)
- Ramanudža [Ramanuja],  (Indija, deloval okoli 1100)
- Rand, Ayn, (Rusija, ZDA, 1905 - 1982)
- Rawls, John, (ZDA, 1921 - 2002)
- Riemann, Bernhard, (Nemčija, 1826 - 1866)
- Ricoeur, Paul, (Francija, 1913 - 2005)
- Rorty, Richard, (Rusija, ZDA, 1931 - 2007)
- Roscelin,  (Francija, 1050 - 1120)
- Rota, Gian-Carlo, (Italija, ZDA, 1932 - 1999)
- Rousseau, Jean-Jacques, (Francija, 1712 - 1778)
- Russell, Bertrand, (Walles, 1872 - 1970)
- Ryle, Gilbert, (Anglija, 1900 - 1976)

## S
- Sakya Pandita,  (Tibet, 1182 - 1251)
- Saint-Simon, Claude Henri de Rouvroy,  (Francija, 1760 - 1825)
- Santayana, George,  (Španija, ZDA, 1863 - 1952)
- Saussure, Ferdinand de,  (Švica, 1857 - 1913)
- Scheler, Max,  (Nemčija, 1874 - 1928)
- Schelling, Friedrich,  (Nemčija, 1775 - 1854)
- Schiller, Johann Christoph Friedrich,  (Nemčija, 1759 - 1805)
- Schlegel, Karl Wilhelm Friedrich von,  (Nemčija, 1772 - 1829)
- Schlick, Moritz,  (Avstrija, 1882 - 1936)
- Schopenhauer, Arthur,  (Nemčija, 1788 - 1860)
- Searle, John,  (ZDA, 1932 - )
- Selevk,  (Helenistična Grčija, Selevkija, deloval okoli 190 pr. n. št.)
- Sellars, Wilfrid Stalker,  (ZDA, 1912 - 1989)
- Seneka,  (Rimsko cesarstvo, 4 pr. n. št. - 65)
- Sidgwick, Henry,  (Anglija, 1838 - 1900)
- Georg Simmel,  (Nemčija, 1858 - 1918)
- Simplikij, (Rimski imperij, okoli 490 - okoli 560)
- Skinner, Burrhus Frederic,  (ZDA, 1904 - 1990)
- Sloterdijk, Peter,  (Nemčija, 1947 - )
- Smith, Adam,  (Škotska, 1723 - 1790)
- Sokrat,  (Antična Grčija, 470 pr. n. št. - 399 pr. n. št.)
- Solovjov, Vladimir Sergejevič,  (Rusija, 1853 - 1900)
- Spencer, Herbert,  (Anglija, 1820 - 1903)
- Spinoza, Baruch,  (Nizozemska, 1632 - 1677)
- Strabon,  (Pont, Rimska Grčija, 63/64 pr. n. št. - 24 pr. n. št.)
- Straton,  (Helespont, Helenistična Grčija, 340 pr. n. št. - 269 pr. n. št.)
- Strauss, Leo,  (Nemčija, ZDA, 1899 - 1973)
- Strawson, Peter Frederick,  (Anglija, 1919 - 2006)
- Suárez, Francisco,  (Španija, 1548 - 1617)
- Swedenborg, Emanuel,  (Švedska, 1688 - 1772)

## Š
- Šafarevič, Igor Rostislavovič (Rusija, 1923 - 2017)
- Šankara, Adi [tudi Šamkara],  (zgodnje 8. stol., tradicionalno: 788 - 820)
- Šestov, Lev Izakovič,  (Rusija, 1853 - 1900)

## T
- Tagore, Rabindranath, (Indija, 1861 - 1941)
- Taki al-Din (Sirija, Osmansko cesarstvo, danes Turčija, 1526 - 1585)
- Tales, (Jonija, Antična Grčija, 635 pr. n. št. - 543 pr. n. št.)
- Tarski, Alfred, (Poljska,  1901 - 1983)
- Teilhard de Chardin, Pierre, (Francija, 1881 - 1955)
- Teon II., (Aleksandrija, Rimsko cesarstvo, 335 - 405)
- Tertulijan, (Rimsko cesarstvo, 160 - 220)
- Alexis de Tocqueville, (Francija, 1805 - 1859)
- Tolstoj, Lev Nikolajevič, (Rusija, 1828 - 1910)
- Tomaž Akvinski, (Italija, 1225 - 1274)
- Trocki, Lev Davidovič, (Rusija, Sovjetska zveza, 1879 - 1940)
- Turing, Alan, (1912 - 1954)
- at-Tusi, Nasir ad-din, (Abasidski kalifat, danes Iran, 1201 - 1274)

## U
- Udajana [Udayana], (Indija, 10. stol.)
- Unamuno, Miguel de, (Španija, 1864 - 1936)

## V
- Valla, Lorenzo, (Italija, 1407 - 1457)
- Vattimo, Gianni, (Italija, 1936 - )
- Veber, France, (Slovenija, 1890 - 1975)
- Vico, Giambattista, (Italija, 1668 - 1744)
- Vilijem iz Ockhama, (Anglija, 1287 - 1347)
- Voltaire, François-Marie Arouet, (Francija, 1694 - 1778)
- Vigotski, Lev Semjonovič (Rusija, Sovjetska zveza, 1896 - 1934)
- Vezjak, Boris (Slovenija, 1968-)

## W
- Weizsäcker, Carl Friedrich von,  (Nemčija, 1912 - 2007)
- Weber, Max,  (Nemčija, 1864 - 1920)
- Weil, Simone,  (Francija, 1909-1943)
- Whewell, William,  (Anglija, 1794 - 1886)
- Whitehead, Alfred North,  (Anglija, 1861 - 1947)
- Wittgenstein, Ludwig,  (Avstrija, 1889 - 1951)
- Wolff, Christian,  (Nemčija, 1679 - 1754)
- Wollstonecraft, Mary,  (Anglija, 1759 - 1797)

## Z
- Zenon iz Eleje,  (Antična Grčija, 495 pr. n. št. - 430 pr. n. št.)
- Zenon iz Kitija,  (Helenistična Grčija, 334 pr. n. št. - 262 pr. n. št.)

## Ž
- Žižek, Slavoj (Slovenija, 1949–danes)